# تیمیمون
تیمیمون (به عربی: تیمیمون) یک شهرک و شهرداری در الجزایر است که در ناحیه تیمیمون واقع شده‌است.

## خصوصیات
تیمیمون ۳۳٬۰۶۰ نفر جمعیت دارد و ۲۸۸ متر بالاتر از سطح دریا واقع شده‌است.